# Les Vestiges du jour (roman)
Pour les articles homonymes, voir Les Vestiges du jour.
Les Vestiges du jour (titre original The Remains of the Day) est un roman de l'écrivain britannique d'origine japonaise Kazuo Ishiguro paru en 1989.

## Résumé[1]
Mr. Stevens, vieux majordome, part en voyage pour revoir Miss Kenton, qui fut autrefois gouvernante à ses côtés à Darlington Hall. Pendant ces six jours, il se remémore sa vie : il aurait pu être heureux, se marier avec Miss Kenton, mais il a préféré dévouer sa vie à son maître, faisant passer avant tout sa fonction et la « dignité » qui lui est liée.
Proche de toutes les décisions politiques de l'entre-deux guerres, au moment où le nazisme éclot, Stevens est fier de son rôle, le majordome étant toujours susceptible d'entendre les murmures des décisions prises par Lloyd George, Keynes ou Ribbentrop, personnages historiques que Kazuo Ishiguro mêle au roman, invités par le propriétaire de la maison. Il écoute aux portes, s'attarde dans des pièces lors de son service, et fait preuve d'une loyauté sans faille envers son maître. Cela est susceptible d'aveugler le lecteur, qui ne voit qu'à travers les yeux de Stevens. Lorsque le maître se rapproche du courant nazi, le majordome renvoie deux jeunes servantes juives sans réticence morale. À la fin de son voyage, Stevens finit par douter d'avoir servi « un parfait gentleman ».
Dans L'Art de la fiction, David Lodge utilise James Stevens comme parfait exemple de  « narrateur non fiable » (unreliable narrator).

## Traduction française
- Les Vestiges du jour, traduit par Sophie Mayoux, Paris, Presses de la Renaissance, 1990 ; réédition, Paris, Gallimard, coll. « Folio » no 5040, 2010,  (ISBN 978-2-07-041670-7)

## Distinctions
Les Vestiges du jour a obtenu le Booker Prize en 1989, l'un des plus importants prix littéraires récompensant une œuvre de fiction anglophone.

## Adaptation au cinéma
- 1993 : Les Vestiges du jour, film américano-britannique réalisé par James Ivory, adaptation par Ruth Prawer Jhabvala (scénario) du roman éponyme de Kazuo Ishiguro.